# Windhond (schip)
De Windhond was een jacht van de VOC, in 1722 gebouwd voor de kamer Zeeland. Na enkele retourreizen tussen Nederland en Azië werd het vanaf 1731 daar gehouden voor de inter-aziatische vaart. Op een reis in 1733 van Diu in India naar Gamron in Perzië brak muiterij uit door bemanningsleden die op zeeroof wilden gaan in de Arabische Zee. Van dat plan kwam niets terecht en de muiters verdwenen in India. De Windhond hervatte daarna de dienst in Azië totdat het in 1740 uit de vaart werd genomen.

## Reizen
De Windhond was een jacht van 185 last en ongeveer 30 meter lang, met drie masten, en was in Amsterdam gebouwd in opdracht van de VOC-Kamer Zeeland. Het had een bemanning van zo’n 70 à 80 koppen en had meerdere kanonnen aan boord. Zoals meer jachten werd het ook wel een fregat genoemd. De term last werd meestal gebruikt om het laadvermogen van een schip aan te duiden en kon voor een en hetzelfde schip variëren met de ruimte die op verschillende reizen werd ingenomen door bemanning en kanonnen. Ruwweg kan aangenomen worden dat het tonnage ongeveer twee maal het aantal lasten was. De Windhond was daarmee een jacht in de grotere klasse. Het kon lading vervoeren maar werd ook gebruikt voor het beveiligen van retourschepen en voor andere militaire doeleinden. Vaak werden jachten als de Windhond na verloop van tijd in Azië gehouden voor het vervoer van kostbare ladingen in door zeeroverij geplaagde gebieden zoals de Golf van Bengalen en de Arabische Zee, maar ook om personen te vervoeren en brieven rond te brengen.

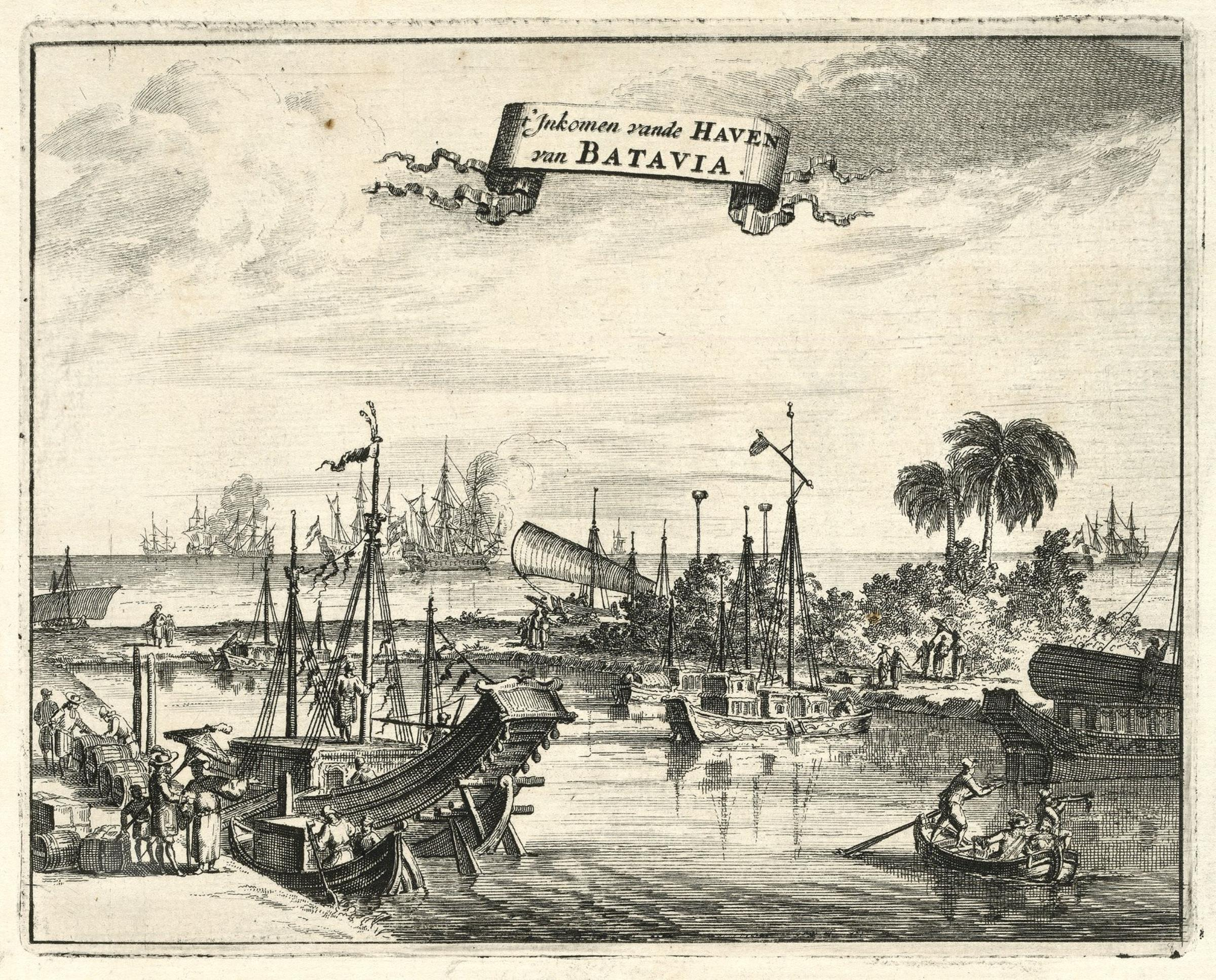
De haven van Batavia.

De Windhond maakte zijn eerste reis in mei 1723 vanaf Texel onder schipper Jan van de Vijver, met 59 zeelieden en 25 soldaten aan boord, en kwam in december in Batavia aan. Het werd daar ingezet om in de buurt van de Cocoseilanden en het eiland Mony (Christmaseiland) te zoeken naar het schip Fortuin dat op zijn eerste reis vermist werd. Het schip werd nooit gevonden. Na een jaar vertrok de Windhond weer naar Nederland met een lading koffie uit Java en was in juli 1725 weer terug.
In mei 1726 ging de Windhond nogmaals naar Batavia met schipper Kornelis Oterlijk en arriveerde daar in januari 1727, samen met de Kommerrust en de Jacoba. Weer werd het een poos gebruikt in de regio, onder andere om te kruisen rond Straat Bangka en om daar jonken te begeleiden. Ook kruiste het tegen zeerovers bij Cheribon en haalde daar koffie en peper op. Een Engelse 'amphioenkramer' (het schip de Lincoln waar omheen 'een ongemene sterke reuk van amphioen' hing), werd uit Batavia weg geëscorteerd. Twee jaar later voer de Windhond met schipper Hendrik Klooster en geladen met koffie in een retourvloot van in totaal vier schepen weer terug en kwam eind juli 1729 bij Fort Rammekens in Zeeland aan. Het werd inmiddels een 'koffieschip' genoemd.

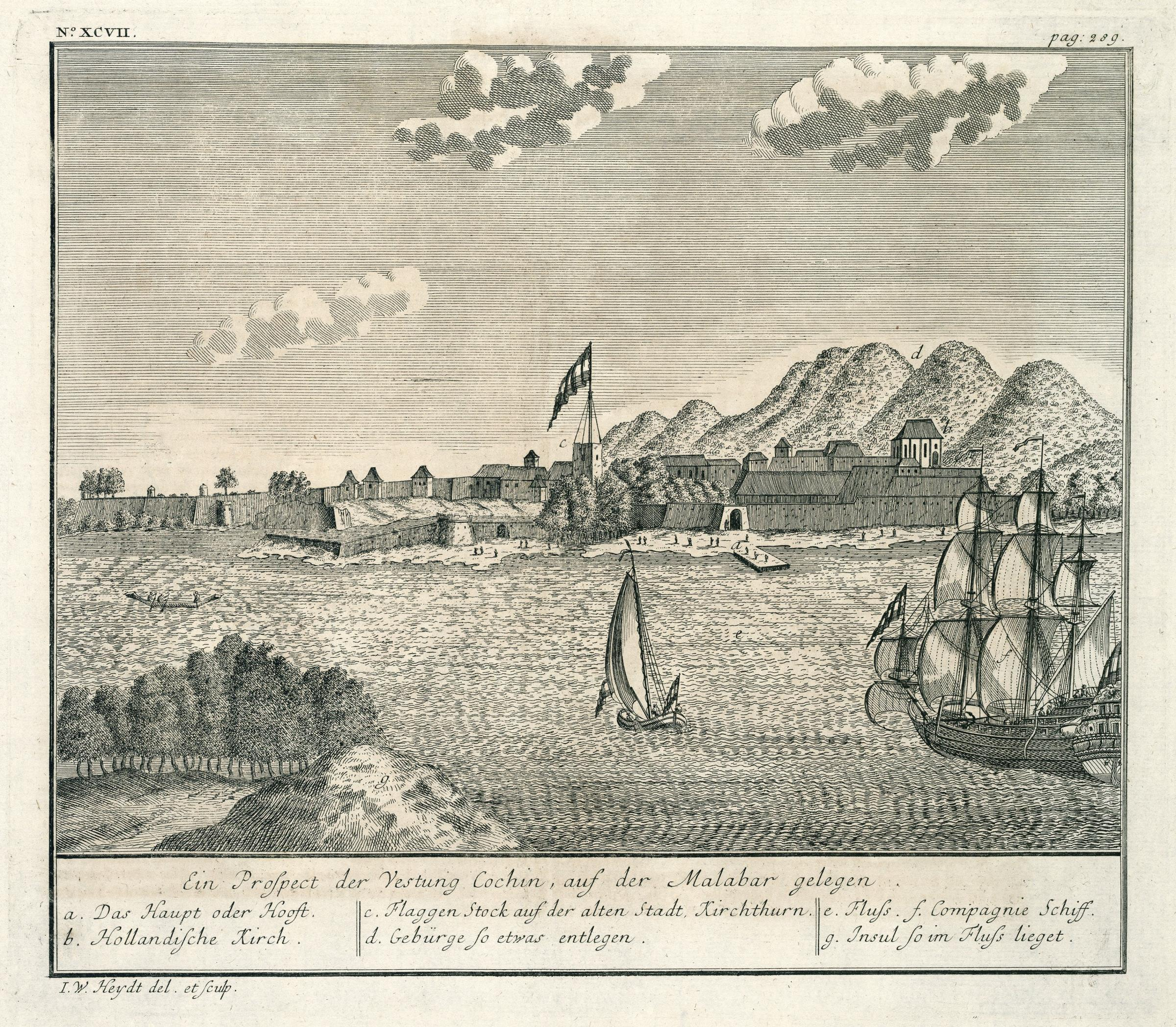
Cochin rond 1740.

In mei 1730 vertrok het van daar voor de laatste keer naar Batavia met schipper Zacharias Zachariasz. uit Vlissingen, in een vloot van tien schepen. Zachariasz. overleed al na een week, en werd aan de Kaap de Goede Hoop vervangen door de opperstuurman van de Clarabeek, Apolonius den Hollander. De Windhond arriveerde samen met de Clarabeek, de Sijbekarspel en de Valkenisse op 5 maart 1731 in Batavia met veel zieken aan boord. Velen waren onderweg overleden. Zes op de Windhond en op de andere drie schepen 35, 60 en 100. Van toen af bleef de Windhond permanent in Azië en maakte tochten naar Cheribon en Palembang voor transport van peper en buskruit en om brieven over te brengen, alvorens onder schipper Jos Valentijn Visser op 5 oktober naar Cochin aan de Malabarkust te vertrekken. Vandaar moest het samen met het fluitschip Land van Beloften peper vervoeren naar Mokka in Jemen en Gamron in Perzië. Op 5 januari vertrokken de schepen uit Cochin om de Arabische Zee over te steken. Vrachtschepen moesten hier door jachten begeleid worden vanwege de Angreaanse zeerovers die opereerden vanuit Gheriah (het huidige Vijaydurg ten noorden van Goa). De Windhond had daarom ook 50 soldaten aan boord, waaronder 25 Balinezen.

## Muiterij

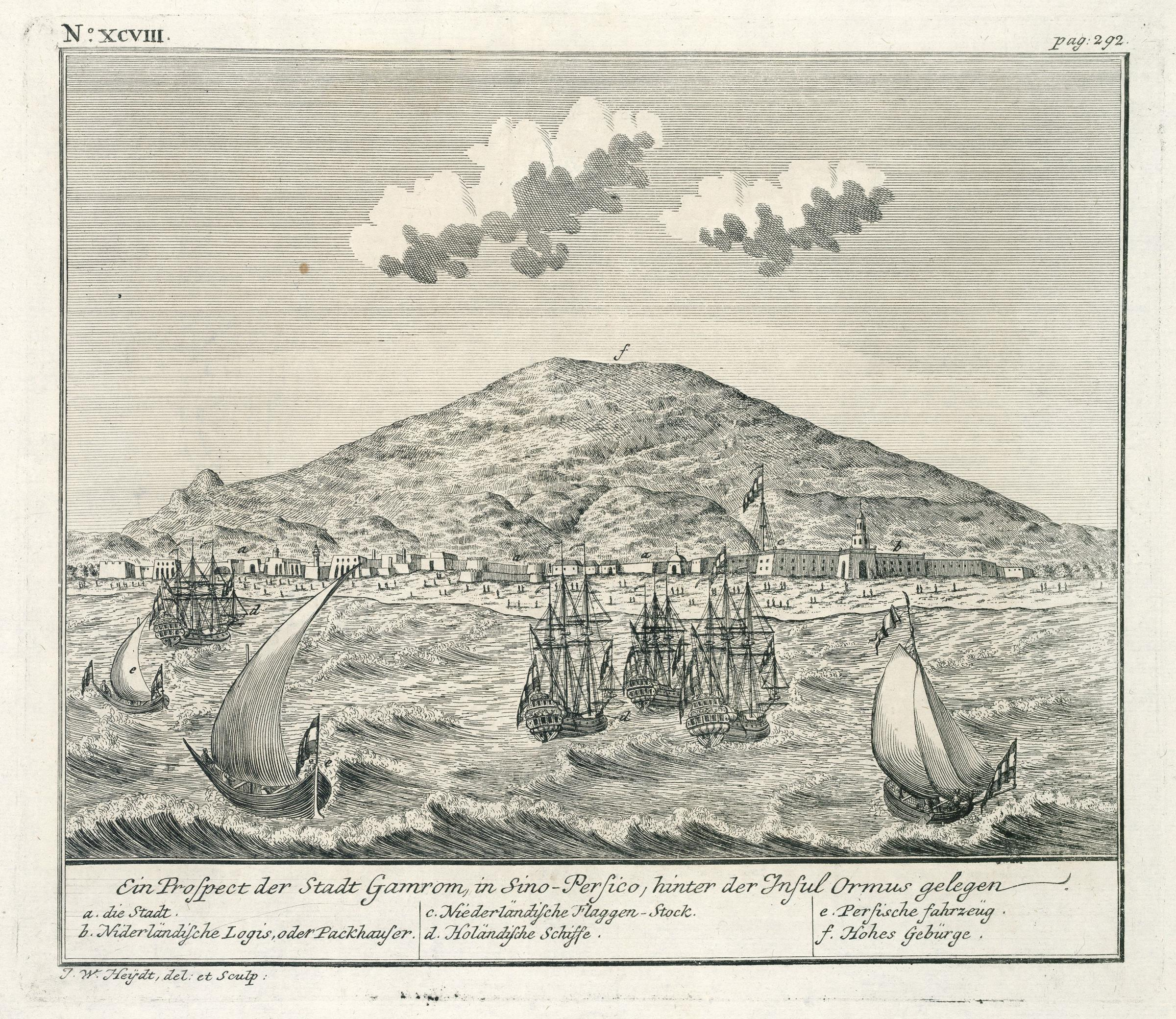
Gamron rond 1740.

In april 1732 arriveerde de Windhond in Gamron. De Land van Beloften vertrok snel weer. Perzië verkeerde in chaos nadat de Afghaanse Hotakiden de Safawieden hadden verslagen en op hun beurt werden aangevallen door de troepen van Nader Sjah Afshar. De Windhond bleef op de rede liggen om het personeel in Gamron indien nodig te evacueren. Toen de lokale autoriteiten echter de Nederlandse en Engelse factorijen in Gamron vroegen om een Perzische ambassadeur en zijn gezelschap naar het Mogolrijk te vervoeren, moest men de Windhond daar wel voor ter beschikking stellen. Op 24 januari 1733 vertrok het samen met het Engelse schip Brittannia Galley naar Diu aan de Indiase kust, waar het op 10 februari aankwam. Na het afzetten van de ambassadeur ging het op 28 februari weer terug. Enkele dagen later nam een groep muiters onder leiding van de konstabel Pieter Visbeek, de bottelier Wouter de Jong en de kok Jacob Vos, bewapend met geweren en pistolen uit de wapenkamer, het schip over en vroeg wie mee wilde doen met zeeroven in de Golf van Aden en de Rode Zee. De muiterij was al voorbereid in Batavia. Visser en anderen werden gedwongen een verklaring te ondertekenen dat zij zich niet zouden verzetten.

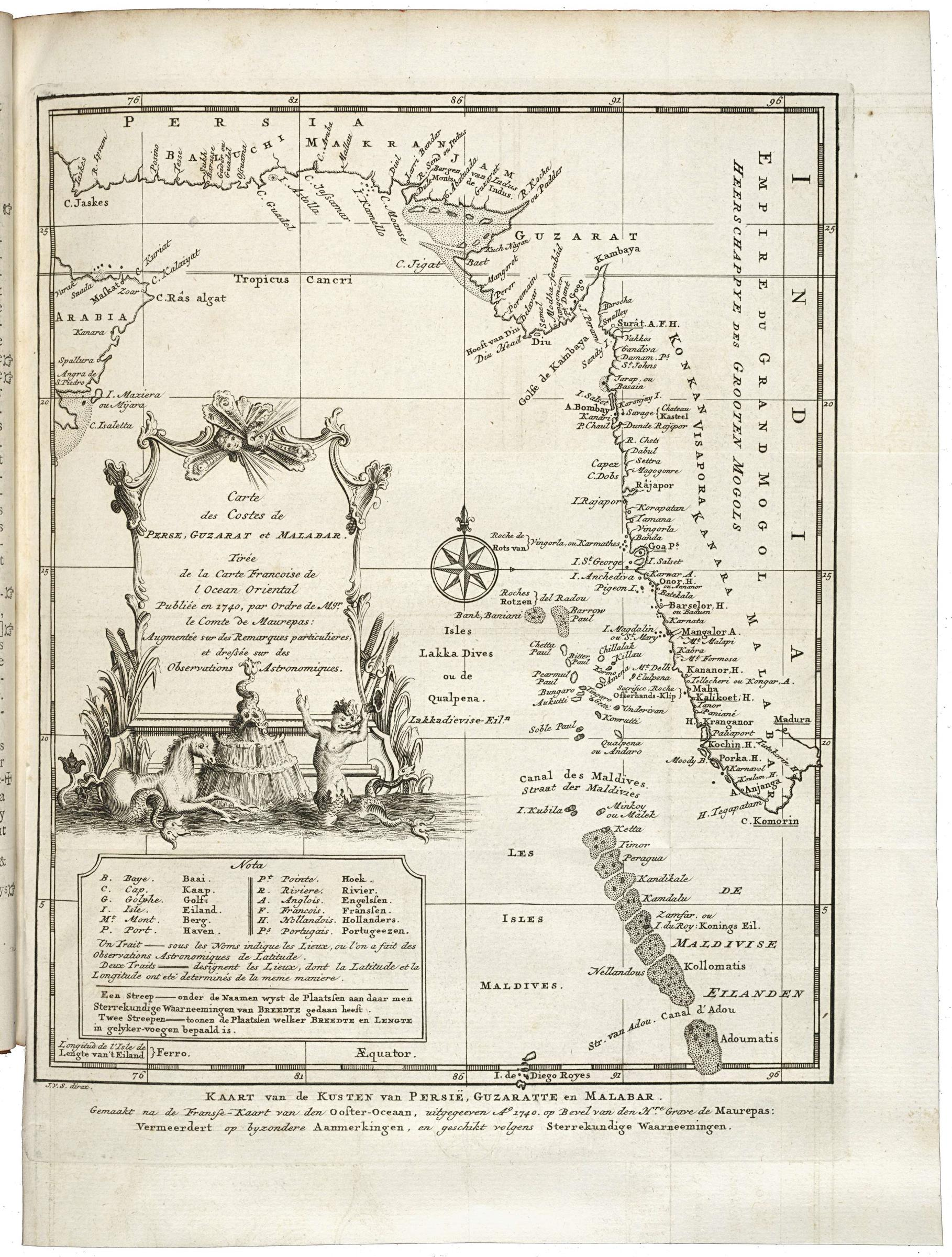
De Arabische Zee, kaart uit 1740.

Op 4 maart ontmoette men op zee echter twee andere VOC-schepen die van Cochin onderweg waren naar Gamron: de Jacoba, een groot schip van 400 last, en de Castor en Pollux, een jacht zoals de Windhond, dat de Jacoba begeleidde. De muiters wilden hen om vers drinkwater en brandhout vragen, maar toen Visser naar de Castor en Pollux overstapte vertelde hij ondanks dreigementen van de muiters direct hoe de vork aan de steel zat. Bij een poging met beide schepen de Windhond in te sluiten sloeg deze op de vlucht, terwijl dertien niet-muiters overboord sprongen en naar de andere schepen zwommen. Een van de muiters werd door de schieman mee overboord gesleurd.
De Jacoba was te traag, maar de Castor en Pollux kon in de dagenlange achtervolging met zijn boegkanon enige schade aan de Windhond aanrichten, doch slaagde er niet in langszij te komen. De muiters hadden zich voorbereid het schip te laten ontploffen mochten ze worden achterhaald, maar ze wisten te ontsnappen. De Jacoba en de Castor en Pollux gaven de achtervolging op en arriveerden op 29 maart in Gamron, waar de niet-muiters werden vrijgesproken van medeplichtigheid aan de muiterij en de enige muiter, de matroos Alonso Croese uit Duinkerken, op 18 mei werd opgehangen aan de grote ra van de Jacoba. Hij had verklaard dat de muiters verbolgen waren geweest dat ze niet mee hadden mogen delen in de opbrengst van 'morshandel' in kruidnagels en muskaatnoten door de vorige schipper Apolonius den Hollander en zijn stuurlieden met de Engelsen. Bovendien waren ze door Visser onterecht beschuldigd van diefstal van een koperen bekken uit de bagage van de Perzische ambassadeur.

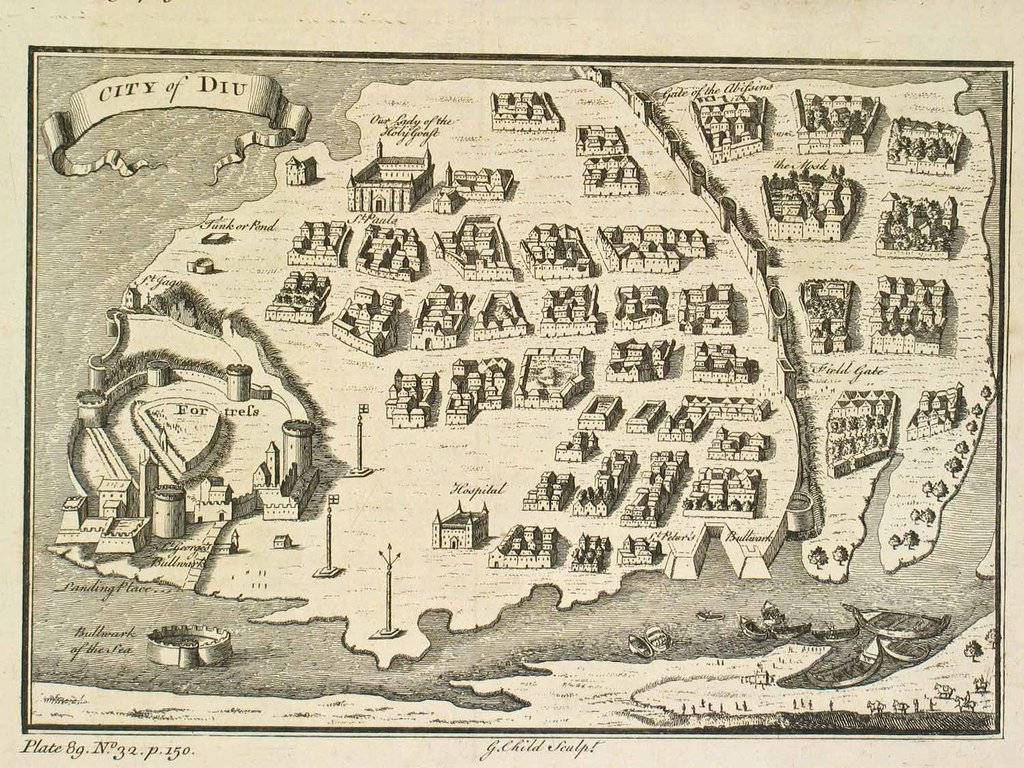
Kaart van Diu, 1729.

De muiters deden zich intussen vooral tegoed aan de drank en het voedsel op de Windhond, en ruzieden over wie de leiding had. Opperchirurgijn Pieter Meerman tekende alles in het geheim op. Alvorens naar de Rode Zee over te steken probeerden ze tevergeefs in plaatsen langs de Indiase kust aan water en brandhout te komen. Uiteindelijk besloten ze terug te varen naar Diu en in plaats van zich aan zeeroverij te wagen in dienst te treden van de Perzen daar, die hen graag bleken te willen aannemen. Ze tekenden een verklaring dat de mannen die aan boord bleven niet deelgenomen hadden aan de muiterij. Dezen keerden onder leiding van Meerman met de zwaar onderbemande en beschadigde Windhond terug naar Gamron, waar ze pas op 19 juni aankwamen. Ook zij werden allen uitgebreid verhoord maar op 29 augustus van blaam gezuiverd. De 22 muiters ontliepen hun straf, wat niet vaak voorkwam. Er is nooit meer iets van hen vernomen.
Gouverneur-generaal Dirk van Cloon rapporteerde in oktober 1733 aan de Heren XVII over het jacht Windhond dat de 'scheepelingen in de herwaertsreyse zijn overgetreden tot het detestabel voornemen, omme met schip en ladinge haer op de vlugt ende roof te begeven'. De Windhond kwam in januari 1734 terug in Cochin en begeleidde de Jacoba naar Batavia, beide schepen geladen met gouden, zilveren en koperen munten en wol uit Kerman. Het bleef de jaren daarna in de oostelijke regio rondvaren om brieven te bezorgen, personen te vervoeren, vrachtschepen te beschermen en ladingen specerijen naar Batavia te brengen. In april 1740 werd het daar uit de vaart genomen en gesloopt. De romp werd, samen met die van enkele andere schepen, waaronder de Castor en Pollux, verkocht voor 3369 rijksdaalders.